# متلازمة مونخهاوزن بالوكالة
متلازمة مونخهاوزن بالوكالة (بالإنجليزية: Munchausen Syndrome by Proxy )‏ ، أو (بالإنجليزية: Fabricated or Induced Illness)‏ أو (بالإنجليزية: Munchausen Syndrome)‏ هو خلل نفسي خطير ، حيث يتسبب شخص مقرب في الضرر بأذى صحي أو جسدي في شخص ضعيف آخر رهن عنايته لجذب الانتباه  أو للحصول على فوائد أخرى.
الشخص الذي يقوم بالعناية الزائفة بالضحية هو في الغالب شخص مقرب جداً مثل الأب أو الأم أو الوصي أو الزوج/ الزوجة والضحية عادة هو طفل صغير أو راشد ضعيف ، حيث يقوم المتسبب بالأذى الجسدي والمعنوي لأحداث الظروف الخارجية التي تظهر على المريض لتبدو وكأنها مشاكل صحية أصيلة متكررة وصعبة العلاج.

## بداية اكتشاف المرض
في عام 1977 وصف طبيب الأطفال البريطاني روي ميدو Roy Meadow ، أستاذ طب الأطفال في جامعة ليدز ، بريطانيا ، تصرف غير عادي لاثنين من الأمهات : الأولى قامت -( حسب أقوال روي ميدو)- بتسميم طفلها بكميات كبيرة من الملح. والأخرى خلطت عينة من دمها بعينة بول طفلها. وقد أشار لهذا التصرف بمصطلح "متلازمة مونخهاوزن بالوكالة"(MSbP) . وعلى الرغم من أن هذا الانحراف السلوكي تم النظر إليه بشك كبير ، إلا أنه سريعاً ما حاز على عناية الأطباء والعاملين في سلك الشؤون الاجتماعية.

## هوامش
1. ↑  Practical Aspects of Munchausen by Proxy and Munchausen Syndrome Investigation  نسخة محفوظة 03 يناير 2014 على موقع واي باك مشين.
2. ↑  Health Care Fraud & Abuse نسخة محفوظة 08 أغسطس 2010 على موقع واي باك مشين.

## مواضيع متعلقة
- متلازمة مونخهاوزن